# Club der roten Bänder - Wie alles begann
Club der roten Bänder - Wie alles begann è un film del 2019 diretto da Felix Binder.
Si tratta del prequel della serie televisiva Club der roten Bänder.

## Trama
Leo, Jonas, Emma, Alex, Toni e Hugo sono ragazzi spensierati che cercano di vivere tranquillamente la loro adolescenza. Leo gioca a calcio con i suoi amici, Jonas ha dei problemi familiari e litiga continuamente col fratello, Emma soffre di un disturbo alimentare e fa di tutto per rendere felici i genitori, Alex litiga continuamente con un insegnante, Toni vorrebbe avere degli amici nonostante la sindrome di Asperger di cui soffre e Hugo è vorrebbe solo saltare da una torre alta dieci metri.
La vita di Leo prende una drammatica svolta quando gli viene diagnosticato un cancro. Entrato in ospedale per curarsi, il giovane fa la conoscenza con gli altri cinque ragazzi tutti ricoverati per cause diverse ed insieme ad essi fonda il Club der roten Bänder, il "club dei braccialetti rossi", un gruppo il cui scopo principale è quello di farsi coraggio a vicenda.